# Krzysztof Pomorski
Krzysztof Roman Pomorski (ur. 26 sierpnia 1945 w Hrubieszowie) – polski fizyk teoretyk, zajmujący się teorią jądra atomowego, pracownik naukowy Uniwersytetu Marii Curie-Skłodowskiej.

## Życiorys
W 1968 ukończył studia na Uniwersytecie Marii Curie-Skłodowskiej, następnie rozpoczął pracę w macierzystej uczelni. W 1973 obronił w Instytucie Badań Jądrowych pracę doktorską. W 1976 uzyskał na UMCS stopień doktora habilitowanego, w 1985 otrzymał tytuł profesora nadzwyczajnego, w 1992 tytuł profesora zwyczajnego. W latach 2005–2008 był dziekanem Wydziału Matematyki, Fizyki i Informatyki Uniwersytetu Marii Curie-Skłodowskiej
W 1989 został odznaczony Krzyżem Kawalerskim Orderu Odrodzenia Polski, w 2011 otrzymał Medal Mariana Smoluchowskiego.
Jego żona Bożena Nerlo-Pomorska jest również fizykiem.